# Desasterkids
Desasterkids ist eine 2012 gegründete deutsche Metalcore-Band aus Berlin.

## Geschichte
Die Band wurde Ende 2012 von Sänger Andi Phoenix und dem ehemaligen We-Butter-the-Bread-with-Butter-Gitarristen Iain Duncan gegründet. Die erste EP Sex, Beer & Breakdowns erschien Anfang August 2013 bei dem Label Redfield Records. Im Jahr 2015 folgte das Debütalbum 030 ebenfalls bei Redfield Records. Nach dem Release ihres Debütalbums 030 folgten mehrere Tourneen und Festivals, unter anderem mit Papa Roach, Soulfly, Eskimo Callboy, Any Given Day, Emil Bulls, Annisokay oder Fearless Vampire Killers sowie eine Headline-Tour durch Japan. Im April 2017 tourte Desasterkids mit To the Rats and Wolves, Venues und 8kids durch Europa im Zuge der Spring Bangers Tour, woraufhin weitere Tourneen und Festivals folgten, unter anderem mit Tenside, Hacktivist und You Me at Six. Im Herbst veröffentlichten Desasterkids die erste Single Bulletproof zum kommenden Album Superhuman, welche schon den starken musikalischen Wandel ins Rockgenre andeutete. Anfang 2018 verkündete Desasterkids die Zusammenarbeit mit Uncle M Music und zusammenhängend die zweite Single Oxygen sowie einen Veröffentlichungstermin für das zweite Studioalbum Superhuman im August 2018 und darauf folgend die erste Headline-Tour durch Deutschland im September.
Im September 2019 verkündete die Band auf Facebook eine Pause auf unbestimmte Zeit.

## Diskografie

### Alben
- 2015: 030
- 2018: Superhuman

### EPs
- 2013: Sex, Beer & Breakdowns

### Singles
- 2013: #famefamefame
- 2017: Bulletproof
- 2018: Oxygen
- 2018: Break Me
- 2018: Pentagram
- 2019: Walking Alone